# مونوباكتام

أزتريونام. (المربع هو β لاكتام. هناك الحلقة الثانية ثيازول ، ولكن لا تنصهر إلى حلقة β لاكتام.)

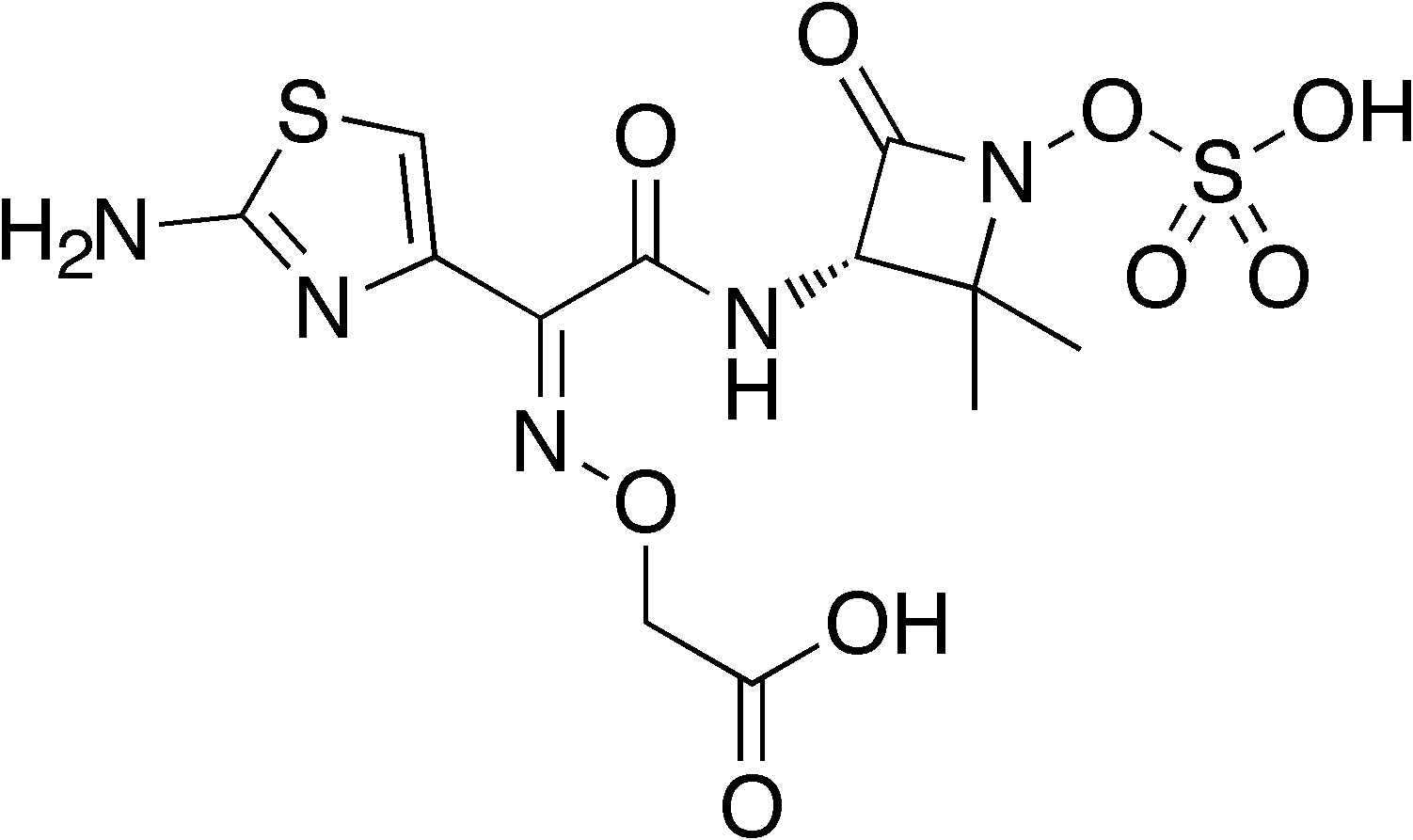
تيغيمونام

المونوباكتامات Monobactams  عبارة عن مضادات حيوية. هي نوع من الأدوية التي تحول دون تشكيل أغشية الخلايا الجرثومية المعروفة، وهي من مثبطات بيتا لاكتاماز lactamases ؛ مما يحول دون تعطيل الدواء بالجراثيم . يعطى الدواء في حالات مختلفة بجرعات مختلفة. تستعمل هذة الأدوية في معالجة أنواع مختلفة من العدوى الجرثومية .

## تعريف
هي أدوية ذات حلقة وحيدة هي البيتا لاكتاماز، مقاومة للبيتا لاكتاماز وفعالة ضد البكتيريا سلبية الغرام ولكنها بدون فعالية ضد إيجابيات الغرام والبكتيريا الهوائية. لمنع تداخل هذة الادوية مع الأدوية الأخرى يجب تجنب المضادات الحيوية التي تحرض على إنتاج البيتا لاكتاماز Beta-Lactamase Production ( مثل السيفوكزيتين Cefoxitin والإميبينيم Imipenem ) .

## الأدوية
1. أزتريونام
2. تيغيمونام

الآثار السلبية للمونوباكتامات يمكن أن تشمل الطفح الجلدي ووظائف الكبد غير الطبيعية في بعض الأحيان.
ليس لديهم تفاعلات عبر الحساسية المفرطة مع بنسلين ولكن مثل البنسلين يمكن أن تؤدي إلى نوبات في المرضى الذين يعانون من تاريخ نوبات مرضية